# Peter Schütze
Peter Schütze (født 30. oktober 1948 i Hørsholm) er en dansk økonom, der er tidligere administrerende direktør for Nordea Bank Danmark A/S. I juni 2011 er Peter Schütze tiltrådt som ny bestyrelsesformand for DSB.
Schütze blev i 1967 matematisk student fra Rungsted Statsskole og i 1973 cand.polit. fra Københavns Universitet.
Han fik efterfølgende ansættelse ved det daværende Privatbanken, hvor han havde arbejdet som student. Han arbejdede først med driftsøkonomi og blev i 1981 chef for bankens valutastyring. Han avancerede til vicedirektør og udlandschef i 1983, men blev i 1988 indlandschef. I 1990 blev han divisionsdirektør. Efter fusionen til Unibank i 1992 fortsatte han som bankens direktør og blev i 1999 koncerndirektør for Unidanmark. Efter at Unibank gennem endnu en fusion blev til Nordea i 2000 blev han direktør for stab og indkøb, vicedirektør og formand for direktionen. I 2002 blev han chef for Nordeas aktiviteter i Danmark og medlem af Group Executive Management i hele koncernen. Han har siden 2004 været direktør for koncernens retail-aktiviteter og administrerende direktør for Nordea i Danmark. 
Han fungerede gennem en årrække som underviser ved Københavns Universitet og Handelshøjskolen i København. 
I 2000-2001 var han formand for Finansrådet og har desuden været medlem af bestyrelsen for Copenhagen Business School og for Nordea-fonden.